# Siegfried Seidl

Siegfried Seidl (Tulln, Austria; 24 de agosto de 1911 - Viena, 4 de febrero de 1947) fue un abogado y oficial austríaco perteneciente a las SS nazis, quien tuvo participación en el holocausto judío durante la Segunda Guerra Mundial.

## Biografía
Seidl ingresó a la SS con el número de ficha 46.106 y al Partido Nazi con el número 300.738. Alcanzó la jerarquía de SS Hauptsturmführer (capitán). Fue comandante del campo de concentración de Theresienstadt entre 1941 y 1943, cuando pasa a ser comandante durante poco tiempo del campo de concentración de Bergen Belsen. Ese año integró la sección IVB4 de la Gestapo bajo las órdenes del SS Obersturmbannführer Adolf Eichmann, siendo delegado a Hungría como asesor de asuntos judíos para la deportación de la comunidad judía hacia el campo de exterminio de Auschwitz.
Fue capturado al final de la guerra y llevado a juicio por crímenes de guerra. siendo ejecutado en la cárcel de Viena, el 4 de febrero de 1947.